# Kelli Berglund
Kelli Michelle Berglund (Moorpark, Kalifornia, 1996. február 9. –) amerikai színésznő.

## Fiatalkora
Moorparkban született. Szülei Mark és Michelle Berglund és van egy húga, Kirra. Szabadidejében szeret úszni és fotózni.

## Pályafutása
Karrierjét reklámfilmekben kezdte. 2012 és 2016 között a Laborpatkányok című sorozatban szerepelt. 2016-ban a Laborpatkányok: Az elit csapat című sorozatban szerepelt. 2013-ban a Csináld magad szuper pasi című filmben szerepelt. 2016-ban a Dolly Parton's Christmas of Many Colors: Circle of Love című filmben is szerepelt. Illetve a Raising the Bar című filmben szerepelt. 2018-ban a Verseny az aranyért című filmben szerepelt. 2019-ben szerepelt a Now Apocalypse című sorozatban szerepelt. Ebben az évben szerepelt az Animal Kingdom című sorozatban is szerepelt. 2020-ban szerepelt a Hubie, a halloween hőse című filmben.

## Filmográfia

### Film
| Év   | Magyar cím                       | Eredeti cím                    | Szerep                            | Megjegyzések |
| ---- | -------------------------------- | ------------------------------ | --------------------------------- | ------------ |
| 2006 |                                  | Bye Bye Benjamin               | szülinapi vendég                  | rövidfilm    |
| 2015 |                                  | One Night                      | Rachel                            |              |
| 2016 |                                  | Raising the Bar                | Kelly Johnson                     |              |
| 2018 |                                  | Going for Gold                 | Emma                              |              |
| 2020 | Hubie, a halloween hőse          | Hubie Halloween                | Billie Eilish-nak beöltözött lány |              |
| 2021 | Cherry: Az elveszett ártatlanság | Cherry                         | Madison Kowalski                  |              |
| 2021 |                                  | Mark, Mary & Some Other People | Bunny                             |              |
| 2024 |                                  | Wallbanger                     | Caroline                          |              |

### Televízió
| Év        | Magyar cím                       | Eredeti cím                                             | Szerep               | Megjegyzések                                                           |
| --------- | -------------------------------- | ------------------------------------------------------- | -------------------- | ---------------------------------------------------------------------- |
| 2006–2008 |                                  | Hip Hop Harry                                           | önmaga               | visszatérő szerep                                                      |
| 2012–2016 | Laborpatkányok                   | Lab Rats                                                | Bree Davenport       | - főszereplő - magyar hangja:[forrás?] - Laudon Andrea                 |
| 2013      | Harcra fel!                      | Kickin’ It                                              | Sloane Jennings      | 1 epizód                                                               |
| 2014      | Csináld magad szuper pasi        | How to Build a Better Boy                               | Mae Hartley          | - tévéfilm - magyar hangja: - Laudon Andrea                            |
| 2016      | Laborpatkányok: Az elit csapat   | Lab Rats: Elite Force                                   | Bree Davenport       | - főszereplő - magyar hangja:[forrás?] - Laudon Andrea                 |
| 2016      |                                  | Dolly Parton's Christmas of Many Colors: Circle of Love | Willadeene Parton    | tévéfilm                                                               |
| 2017      |                                  | The Night Shift                                         | Sofia                | 2 epizód                                                               |
| 2019      | Gordon Ramsay – A pokol konyhája | Hell’s Kitchen                                          | önmaga               | 1 epizód                                                               |
| 2019      |                                  | Now Apocalypse                                          | Carly Carlson        | főszereplő                                                             |
| 2019      | Fosse/Verdon                     | Fosse/Verdon                                            | Gwen Verdon fiatalon | - 1 epizód - magyar hangja: - Csuha Bori                               |
| 2019      |                                  | Animal Kingdom                                          | Olivia               | visszatérő szerep (4. évad)                                            |
| 2019–2020 | A Goldberg család                | The Goldbergs                                           | Ren                  | - visszatérő szerep (7-9. évad) - magyar hangja:[forrás?] - Csuha Bori |
| 2021–2023 |                                  | Heels                                                   | Crystal Tyler        | főszereplő                                                             |